# Роксана Коджану
Роксана Коджану (рум. Roxana Cogianu, нар. 21 вересня 1986, Ясси, Румунія) — румунська веслувальниця, бронзова призерка Олімпійських ігор 2016 року, чемпіонка Європи.

## Виступи на Олімпіадах
| Олімпіада   | Дисципліна                     | Місце |
| ----------- | ------------------------------ | ----- |
| Пекін 2008  | парні двійки                   | 9     |
| Лондон 2012 | вісімка розстібна зі стерновим | 4     |
| Ріо 2016    | вісімка розстібна зі стерновим | 3     |

## Зовнішні посилання
- Профіль на сайті FISA.

1. ↑  Roxana Cogianu